# トマトの値段
トマトの値段（とまとのねだん、Dick Powell Show，The Price of Tomatoes）は、1961年に公開された短編映画で、元々はディック・パウエル・ショーのテレビ用映画の一編として製作された作品である。主演は『殺人会社』でアカデミー助演男優賞ノミネートを受けたピーター・フォーク。日本でも1963年にテレビで放送された。

## あらすじ
港に入荷したトマトを街まで運ぶことで生計を立てる大型トラックの運転手ディミトリー・フレスコ。彼は、ライバル運送会社よりも早く街までトマトを運ぼうと意欲を燃やす。なぜなら、いち早く運送しなければ価格競争で他社に負けてしまうからだ。意気揚揚と港でトマトを積み込み、都会へ向かう田舎道を飛ばしていると、道端で往生している妊婦と出くわしてしまう。元々、気立てのいいディミトリーは、これを放っておけず彼女を乗せ、病院を探し始めるまでは良かったが、肝心の病院が見つからない。そうこうしているうち、他社のトラックはディミトリーを追い越してしまい、彼の計画は頓挫する。しかし、いまにも産気づいて苦しんでいる彼女を見捨てられないディミトリーは、なんとか子供が生まれる前に病院を探してあげなければ、と思い直し、粘り強く探しつづけて、ついに病院を見つけ出し、無事に彼女を引き渡す。ほっとひと安心するものの、次の瞬間、すでに他社のトラックはトマトを運搬し終えているかもしれない、と、勝負に敗北した悔しさと苛立ちを覚えたディミトリーは、猛スピードで追い上げを図ろうと再び街を目指す。そのとき、彼の身にささやかな奇跡が起きたのだった。

## 解説
イソップ寓話にある「ウサギとカメ」を彷彿とさせる話であるが、物語の下敷きになっているのは、いくつかの童話であると言われる。だが、ストーリーでは、弱者と善人者が最終的に報われるよう極端すぎるほどの勧善懲悪を徹底している。本作で、ピーター・フォークはエミー賞を受賞。同年、映画『ポケット一杯の幸福』でもアカデミー賞にノミネートされた他、その後もテレビを始めとし『おかしなおかしなおかしな世界』のタクシードライバー役、『七人の愚連隊』でのニヒルなギャング役と映画でも活躍を見せ、多くのファンを獲得してゆくことになる。

## 登場人物
- ディミトリー・フレスコ（演：ピーター・フォーク）
  - しがない運送会社のトラック運転手。どの会社にも負けないよう、いち早いトマトの運搬を心がける。負けず嫌いな性格だが、人が良く情にもろい人物で、途中、困っている妊婦を助けて肝心な仕事の続行が危うくなってしまう。

## 小池朝雄による吹き替え版
本作品は日本で吹き替え版が放送されているが、このときフォークを吹き替えたのは後の『刑事コロンボ』でフォークを吹き替えることになる小池朝雄であった。これは、デアゴスティーニから発売されている「新・刑事コロンボDVDマガジン」の2巻（「狂ったシナリオ」収録）の裏側の同作品紹介記事で確認することができる。